# Museo Kitsch Rumano
El Museo Kitsch Rumano es un museo que fue inaugurado en 2017. Está ubicado en la calle Covaci no. 6 en el Caso Antiguo de Bucarest. La colección incluye una muestra de objetos kitsch de varios períodos de la historia rumana.

## Descripción
La colección del museo incluye más de 200 objetos expuestos.
Las exhibiciones se dividen en siete temáticas: Drácula, la religión, el comunismo rumano, el diseño de interiores, etnia gitana, arte moderno y haz tu propio kitsch. Los objetos incluyen enanos de jardín, peces de cristal, baratijas comunistas, alfombras de El rapto en el serrallo, flores de plástico, zapatillas de piel, recuerdos de Drácula, entre otros. Las exhibiciones provienen de la colección personal del propietario recopilada durante muchos años.
En agosto de 2017, el Museo Kitsch Rumano fue considerado el segundo museo más interesante y la quinta atracción turística de Bucarest, según TripAdvisor.
En la primera planta el museo destina un espacio para artistas rumanos que desean que se exponga sus obras.

## El caso del león robado

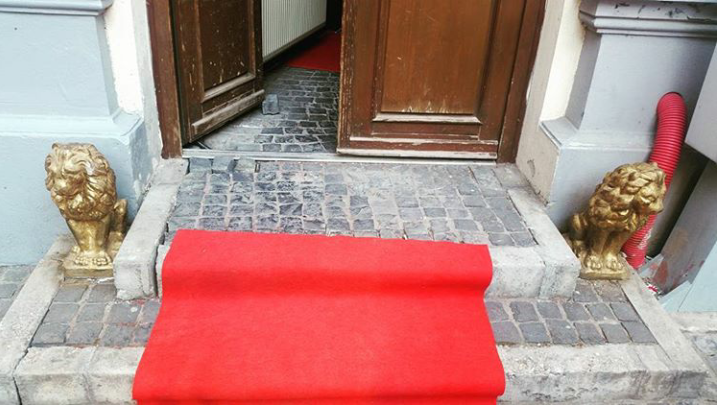
Los dos leones de la entrada

En la mañana del 16 de julio de 2017, tres jóvenes en avanzado estado de intoxicación etílica robaron uno de los dos leones dorados de la entrada del museo. En respuesta a este evento, el equipo del museo publicó un artículo en el sitio en el que lanzaron un concurso, quien trae de vuelta al león recibe una alfombra con la Violación del Serai como regalo.
Después de que el evento causó revuelo en los medios de comunicación y atrajo nuevos visitantes al museo, el león regresó y debía ser colocado con su hermano.

## Romanian Kitsch Awards
Los Romanian Kitsch Awards (Premios kitsch rumanos) se organizaron entre el 15 y el 31 de julio de 2017. Este concurso tenía como objetivo "identificar el objeto kitsch más relevante de la cultura rumana". Las categorías propuestas por el comité del concurso fueron Kitsch Histórico y Legendario, Arquitectura y Monumentos, Arte Decorativo y Diseño de Interiores, Cultura y Moda, Medios y Digital.